# We Were All Wounded at Wounded Knee
"We Were All Wounded at Wounded Knee" is een nummer van de Amerikaans-Indiaanse band Redbone. Het nummer verscheen op hun album Wovoka uit 1973. Op 30 maart van dat jaar werd het uitgebracht als de eerste single van het album.

## Achtergrond
"We Were All Wounded at Wounded Knee" is geschreven door groepsleden Lolly en Pat Vegas in samenwerking met acteur Sandy Baron en geproduceerd door de broers Vegas. Het nummer gaat over het bloedbad van Wounded Knee dat plaatsvond op 29 december 1890, waarbij meer dan tweehonderd indianen werden gedood door de Amerikaanse cavalerie. In 1973 werd het dorp Wounded Knee 71 dagen lang bezet door leden van het American Indian Movement. Hierdoor kregen Pat Vegas en Baron inspiratie om een nummer over het bloedbad te schrijven. Binnen vijf dagen werd het nummer geschreven, opgenomen en uitgebracht op single. Aan het eind van het nummer wordt in de titel "at" vervangen door "by", om aan te geven dat alle indianen zijn getroffen door het bloedbad.
Platenlabel CBS Records weigerde "We Were All Wounded at Wounded Knee" in thuisland de Verenigde Staten uit te brengen vanwege de kritische tekst. Pat Vegas reageerde hierop door in de fabriek van CBS op eigen kosten vijfhonderd singles te laten persen en deze in Europa bij verschillende radiostations uit te delen.
Deze methode werkte en in Nederland en België werd de single een gigantische hit en bereikte de nummer 1-positie in de Nederlandse Top 40 op Radio Veronica,.
Ook in de Hilversum 3 Top 30 / Daverende Dertig op de nationale publieke popzender Hilversum 3, de voorloper van de Vlaamse Ultratop 50 en de Vlaamse Radio 2 Top 30.. In Wallonië werd de 7e positie bereikt.
De plaat bleef echter gevoelig in de Verenigde Staten en Canada, waar deze niet op het album Wovoka verscheen en zelfs in 2003 nog niet op het verzamelalbum Essential voorkwam.

## Hitnoteringen

### Nederlandse Top 40
| Hitnotering: 19-05-1973 t/m 25-08-1973 | Hitnotering: 19-05-1973 t/m 25-08-1973 | Hitnotering: 19-05-1973 t/m 25-08-1973 | Hitnotering: 19-05-1973 t/m 25-08-1973 | Hitnotering: 19-05-1973 t/m 25-08-1973 | Hitnotering: 19-05-1973 t/m 25-08-1973 | Hitnotering: 19-05-1973 t/m 25-08-1973 | Hitnotering: 19-05-1973 t/m 25-08-1973 | Hitnotering: 19-05-1973 t/m 25-08-1973 | Hitnotering: 19-05-1973 t/m 25-08-1973 | Hitnotering: 19-05-1973 t/m 25-08-1973 | Hitnotering: 19-05-1973 t/m 25-08-1973 | Hitnotering: 19-05-1973 t/m 25-08-1973 | Hitnotering: 19-05-1973 t/m 25-08-1973 | Hitnotering: 19-05-1973 t/m 25-08-1973 | Hitnotering: 19-05-1973 t/m 25-08-1973 | Hitnotering: 19-05-1973 t/m 25-08-1973 |
| Week                                   | 1                                      | 2                                      | 3                                      | 4                                      | 5                                      | 6                                      | 7                                      | 8                                      | 9                                      | 10                                     | 11                                     | 12                                     | 13                                     | 14                                     | 15                                     |                                        |
| -------------------------------------- | -------------------------------------- | -------------------------------------- | -------------------------------------- | -------------------------------------- | -------------------------------------- | -------------------------------------- | -------------------------------------- | -------------------------------------- | -------------------------------------- | -------------------------------------- | -------------------------------------- | -------------------------------------- | -------------------------------------- | -------------------------------------- | -------------------------------------- | -------------------------------------- |
| Positie                                | 32                                     | 11                                     | 3                                      | 1                                      | 1                                      | 1                                      | 1                                      | 1                                      | 2                                      | 2                                      | 2                                      | 4                                      | 11                                     | 18                                     | 36                                     | uit                                    |

### Hilversum 3 Top 30 / Daverende Dertig
| Hitnotering: 26-05-1973 t/m 18-08-1973 | Hitnotering: 26-05-1973 t/m 18-08-1973 | Hitnotering: 26-05-1973 t/m 18-08-1973 | Hitnotering: 26-05-1973 t/m 18-08-1973 | Hitnotering: 26-05-1973 t/m 18-08-1973 | Hitnotering: 26-05-1973 t/m 18-08-1973 | Hitnotering: 26-05-1973 t/m 18-08-1973 | Hitnotering: 26-05-1973 t/m 18-08-1973 | Hitnotering: 26-05-1973 t/m 18-08-1973 | Hitnotering: 26-05-1973 t/m 18-08-1973 | Hitnotering: 26-05-1973 t/m 18-08-1973 | Hitnotering: 26-05-1973 t/m 18-08-1973 | Hitnotering: 26-05-1973 t/m 18-08-1973 | Hitnotering: 26-05-1973 t/m 18-08-1973 | Hitnotering: 26-05-1973 t/m 18-08-1973 |
| Week                                   | 1                                      | 2                                      | 3                                      | 4                                      | 5                                      | 6                                      | 7                                      | 8                                      | 9                                      | 10                                     | 11                                     | 12                                     | 13                                     |                                        |
| -------------------------------------- | -------------------------------------- | -------------------------------------- | -------------------------------------- | -------------------------------------- | -------------------------------------- | -------------------------------------- | -------------------------------------- | -------------------------------------- | -------------------------------------- | -------------------------------------- | -------------------------------------- | -------------------------------------- | -------------------------------------- | -------------------------------------- |
| Positie                                | 14                                     | 3                                      | 1                                      | 1                                      | 1                                      | 1                                      | 1                                      | 1                                      | 2                                      | 3                                      | 7                                      | 11                                     | 22                                     | uit                                    |

### NPO Radio 2 Top 2000
| Nummer met noteringen in de NPO Radio 2 Top 2000 | '99 | '00 | '01 | '02  | '03 | '04 | '05 | '06  | '07  | '08  | '09  | '10  | '11  | '12 | '13  | '14  | '15  |
| ------------------------------------------------ | --- | --- | --- | ---- | --- | --- | --- | ---- | ---- | ---- | ---- | ---- | ---- | --- | ---- | ---- | ---- |
| We Were All Wounded at Wounded Knee              | 893 | 711 | 916 | 1062 | 759 | 819 | 959 | 1138 | 1427 | 1036 | 1456 | 1578 | 1451 | -   | 1995 | 1647 | 1850 |

1. ↑  Een '-' betekent dat het nummer niet was genoteerd en een vetgedrukt getal geeft de hoogste notering aan.
2. ↑  Deze tabel is bijgewerkt tot en met de laatste editie (2024).